# Patria (Góry Lubowelskie)
Patria (słow. Patria, 772 m) – szczyt w Górach Lubowelskich, które w polskiej regionalizacji z 2018 r. zaliczane są do Pogórza Popradzkiego.
Patria znajduje się w środkowej części Gór Lubowelskich w grzbiecie Magury Kurczyńskiej. Do masywu Patrii należy też wierzchołek Lysá hora (692 m) i wierzchołek 682 m, stanowiące zachodnie zakończenie grzbietu Magury Kurczyńskiej. Patria wznosi się nad miejscowościami: Mały Lipnik, Starina, Matysowa, Hajtovka i Udol. Jej północno-zachodnie stoki opadają do doliny potoku Lipnik, zachodnie do doliny jego dopływu (Završsky potok), wschodnie do doliny potoku Starina, południowo-zachodnie do doliny potoku Udolčanka. Partie grzbietowe są zalesione, znaczna jednak część stoków jest bezleśna. Szczególnie bezleśne, pokryte dużymi łąkami są wschodnie stoki Lysej hory. Są to wielkie pastwiska należące do miejscowości Starina, o której Bogdan Mościcki w przewodniku „Beskid Sądecki pisze: „Najbardziej oddalone od spraw tego świata są Legnava i Starina”. Są to więc widokowe obszary, nie prowadzi tędy jednak żaden szlak turystyczny.